# Anathallis ourobranquensis
Anathallis ourobranquensis är en orkidéart som beskrevs av Marcos Antonio Campacci och Menini. Anathallis ourobranquensis ingår i släktet Anathallis och familjen orkidéer. Inga underarter finns listade i Catalogue of Life.